# 电子通信隐私法
美國電子通訊隱私法（Electronic Communications Privacy Act，简称ECPA）是由第99届美國國會制定并于1986年10月21日经第40任美国总统罗纳德·里根签署后生效的一部美国法律。其目的是延伸原先在電話有線監聽的相關管制（包含透過電腦的電子數據傳遞）。ECPA修正了1968年的《综合犯罪防制及街坊安全法第三篇》（Title III of the Omnibus Crime Control and Safe Streets Act）（亦即有線監聽法），其主要是來防止政府未被允許而去接取監聽私人的電子通訊。之後，《美國愛國者法案》（USA PATRIOT Act）的一些條文施行後，也弱化、縮小了ECPA其所涵蓋的內容。此外，ECPA的2709條允許美國聯邦調查局（FBI）
發布國家安全令函給網路服務提供業者（ISP），以命令他們揭露客戶記錄，
這在ACLU v. Ashcroft(2004)中被認定是違美國第一與第四憲法修正案。此被認為可以應用在其他的國家安全令函上。

## 內容
《电子通信隐私法》的第一篇規範有線、口頭與通訊在傳輸上的保障。其對於搜索的令狀上的條件比其他狀況更顯嚴格。ECPA的第二篇是《儲存通訊記錄法》（Stored Communications Act，SCA），其規範通訊上的電子儲存之保障，尤其是強調儲存在電腦上的訊息，然而其保障弱於第一篇，而且並未提高對於令狀取得之標準。ECPA的第三篇禁止監視記錄器（Pen Register）與／或追蹤裝置（Trap And Trace）在未有搜索票下，去記錄傳遞有線或電子通訊的過程中之通話、路由、定位、訊號資訊。
有一些法院的案例已經提高當在短暫儲存至最終端點時，是否電子郵件的訊息可以在第一篇的條文中可以有更強的保護之疑問。在United States v. Councilman一案中，美國地方法院以及三個陪審法官對於陪審團之上訴不予贊同，但在2005年，全美上訴法院對於第一巡迴法院則否定了這個意見。隱私權的擁護者此時則可以較為放心，並且「法庭之友」狀（Amicus curiae briefs）已經認為，如果ECPA沒有在暫時性儲存時保障電子郵件，當所有電子郵件在傳輸時至少有一次的暫時性儲存，此額外的保護則沒有意義；並且國會在1986年通過此法令時就已知曉（參見RFC 822）。
從權利的概念觀點來看，ECPA保障了個人的通訊，其在沒有法院的命令之下是不能實施政府之通訊監察，而第三方在沒有合法的授權是不可去接取訊息（像從ISP等營運商中截取訊息）。然而，關於雇員被雇主的設備監聽通訊，卻不會保障其隱私權。